# Cisapridă
Cisaprida este un medicament utilizat ca prokinetic, crescând motilitatea la nivelul tractului gastrointestinal superior. Calea de administrare disponibilă este cea orală. A fost descoperită la Janssen Pharmaceutica în anul 1980. Acționează ca agonist direct al receptorilor serotoninergici 5-HT4 și indirect ca parasimpatomimetic. 
A fost retras sau are indicații limitate în multe state, datorită unor efecte adverse cardiace severe. Utilizarea acestuia a fost asociată cu deces la copii.